# Habitation-Sucrerie Clairefontaine
La Sucrerie de Clairefontaine est une ancienne « habitation agricole coloniale » située sur le territoire de la commune de Baillif, en Guadeloupe. Lieu de naissance du Chevalier Saint-Georges, l'habitation est depuis 2012 labellisée « Maisons des Illustres », en tant qu'ancienne propriété de Georges de Bologne Saint-Georges, père du Chevalier de Saint-Georges, célèbre sous Louis XV et Louis XVI, autant pour ses faits d'armes que son talent musical.

## Grandes étapes historiques

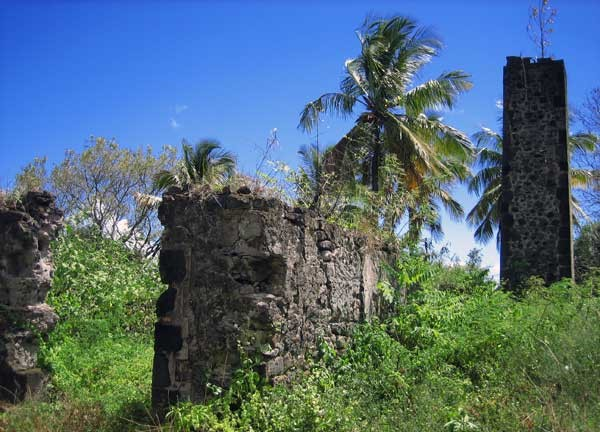
Cheminée Clairefontaine

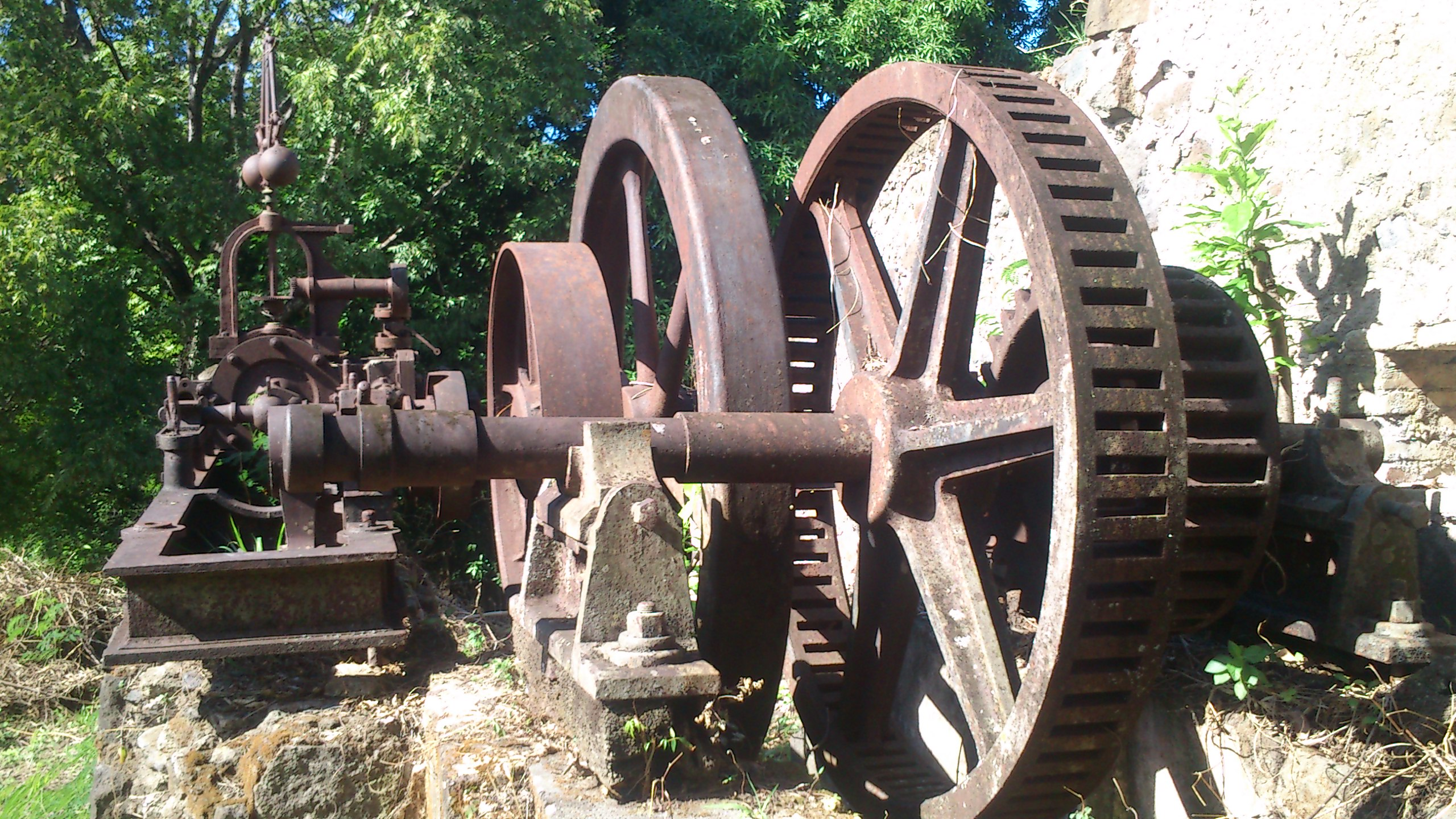
Une des rares pièces du XVIIIe siècle

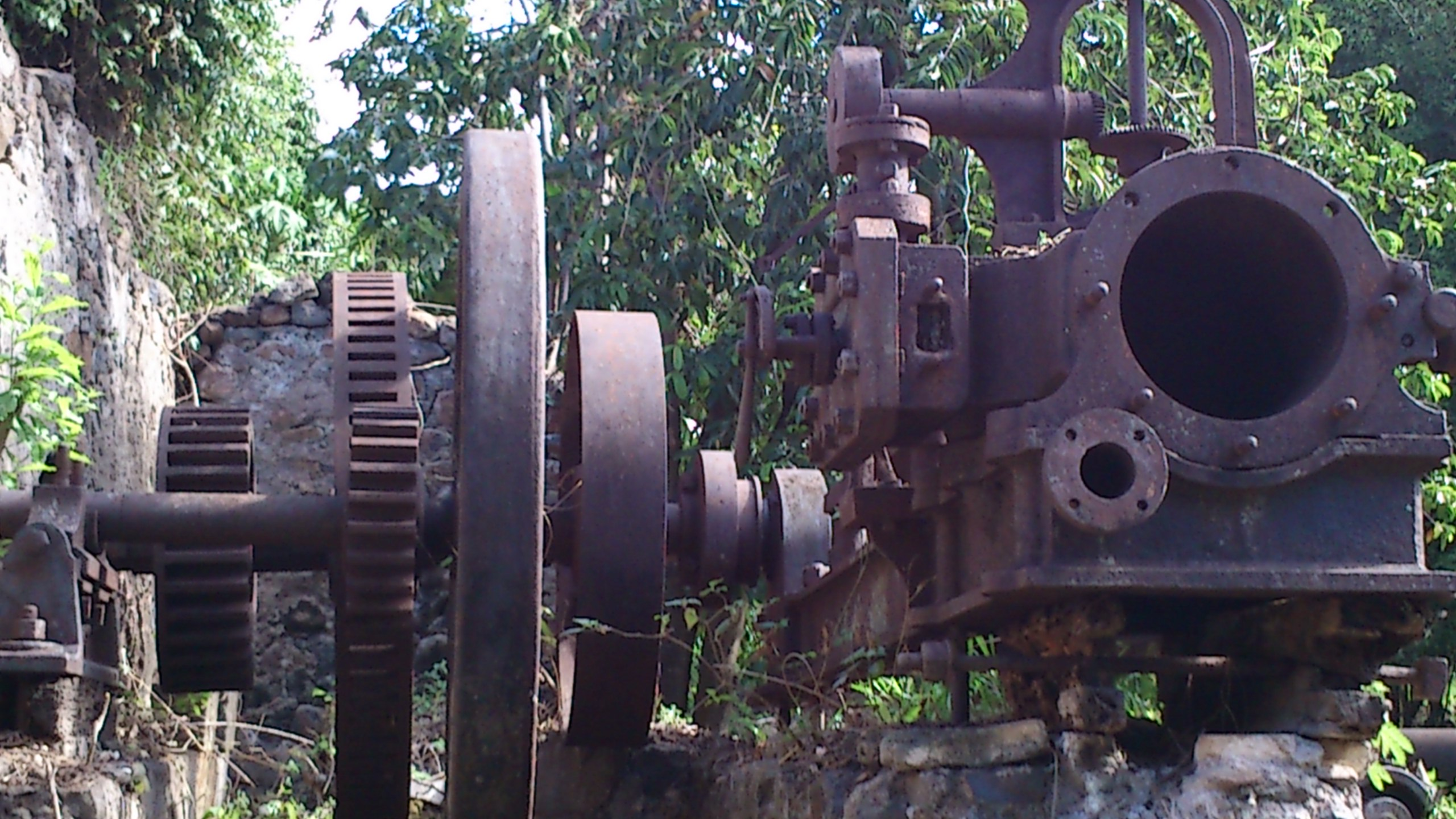
Une pièce rare

Les débuts de la sucrerie sont extrêmement incertains : Le premier propriétaire certain est Georges de Bologne St-Georges né en 1711, et décédé à Baillif en 1774. Il est désigné sous le nom de Saint-Georges sur les cartes des années 1770.
Après son décès, sa veuve, née Elizabeth-Françoise Mérican et la fille du couple Elizabeth épouse d’Étienne Levelu, baron de Clairfontaine, deviennent copropriétaires. Ces dames partent vivre en France, et l’habitation est gérée par d’autres (administrateurs). C’est une habitation prospère : 207 esclaves travaillent sur l’ensemble. Pendant la Révolution, l’habitation est mise sous séquestre, comme toutes les autres de Baillif.
Plus tard, en 1814, Mme De Clairefontaine, veuve et seule propriétaire, vend à Jacques Solier, originaire de l’Aveyron négociant à la Guadeloupe. Celui-ci revend à son neveu, Dalaret Solier Alfred, en 1833. La vente ne porte que sur la sucrerie.
En 1853 Lydia Billery, veuve de Dalaret Solier Alfred, prend seule l’habitation Clairefontaine après une adjudication. Elle la conserve jusqu’en 1864 et la vend aux négociants Charles Lanrezac et Cie. Ceux-ci sont en faillite l’année suivante. 
Le Crédit Colonial met l’habitation en adjudication. Oscars Bernus devient propriétaire et effectue d’importants travaux après le cyclone de 1865.
En 1876, la veuve Oscars Bernus accorde une antichrèse et l’habitation passe dans la mouvance de la jeune usine Bologne, gérée par Émile Le Dentu & Cie. Cette société a des difficultés. 
Un gros morcellement de 25 ha est effectué au profit de Marc Blandin en 1882. En 1886, la société Le Dentu & Cie est liquidée. 
L’habitation Clairfontaine est achetée par Clodomir Bosc en 1887. À partir de cette période, l’habitation est qualifiée de caféière, et le morcellement se poursuit.
Duvillion Hugonin acheta les terres il y a un peu plus de 110 ans. Il transforme l’habitation en caféière. Duvillion Hugonin laisse en héritage à sa fille Marie-Abel Coriolan née Gustave dit Duflo, plusieurs hectares, comprenant l'essentiel des vestiges de la sucrerie.

## Aujourd'hui
L’habitation-sucrerie est en ruine comme nombre d’installations de ce type en Guadeloupe. Elle conserve toutefois des vestiges des maisons, sa machine à vapeur, son aqueduc, une partie de la sucrerie avec un cachot pour esclaves, la purgerie et son étuve, caractéristiques des sucreries construites au XVIIIe siècle.